# Isochlora xanthiana
Isochlora xanthiana là một loài bướm đêm trong họ Noctuidae.